# Survival of the Fattest

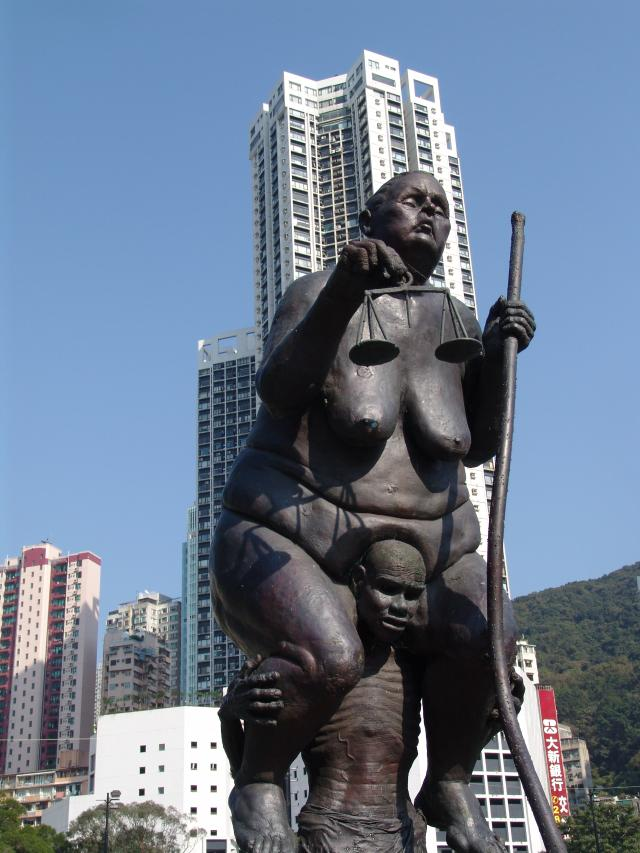
Survival of the Fattest (2005)

Survival of the Fattest (deutsch Überleben der Dicksten) ist eine Skulptur und zeigt einen kleinen verhungernden Jungen, der eine dicke Frau trägt. Sie wurde 2002 von Jens Galschiøt und Lars Calmar geschaffen und soll die unausgewogene und ungerechte Verteilung der globalen Ressourcen zeigen.
Die Skulptur steht im dänischen Ringkøbing am Hafen (Stand: 2022).

## Skulptur und Symbole
Die 3,5 Meter hohe Bronze-Skulptur zeigt eine riesige dicke Frau aus der westlichen Welt, die auf den Schultern eines verhungernden afrikanischen Jungen sitzt: Die Frau hält eine Waage, das Symbol der Gerechtigkeit, ihre Augen sind jedoch geschlossen. Hierdurch soll dargestellt werden, dass die Gerechtigkeit in Selbstgerechtigkeit degeneriert ist. Zudem stellt es die mangelnde Bereitschaft dar, die offensichtliche Ungerechtigkeit zu sehen. Die Bezeichnung „Survival of the Fattest“ ist eine ironische Anspielung auf den darwinistischen Ausdruck Survival of the Fittest (Überleben der am besten angepassten Individuen).
Die Skulptur soll eine Botschaft an den reichen Teil der Welt sein. Ihr Fokus richtet sich auf die Adipositas der Menschen der westlichen Welt aufgrund deren ausladenden Konsums, während die Menschen in der „Dritten Welt“ wegen Hungers sterben. Aufgrund der unausgewogenen Verteilung der Ressourcen in der Welt leben die meisten Menschen in der westlichen Welt mehr oder weniger komfortabel und unterdrücken die Armen durch einen ungerechten Welthandel. Die „ärmeren“ Länder werden durch die reichen Länder von den Märkten des Westens durch Zollschranken und Subventionen ferngehalten.

## Ausstellung auf der UN-Klimakonferenz in Kopenhagen
Im Jahr 2009 zeigte Jens Galschiøt auf der UN-Klimakonferenz in Kopenhagen eine Reihe von Skulpturen unter dem Titel SevenMeters, in der die Skulptur Survival of the Fattest die wahrscheinlich ergreifendste Skulptur war. Die Skulptur wurde in den Hafen von Kopenhagen neben die international berühmte Skulptur Kleine Meerjungfrau ins Wasser gestellt. Die Kleine Meerjungfrau ist ein nationales Denkmal und wird von schätzungsweise 1 Million Touristen pro Jahr gesehen. Durch diese Platzierung der Skulptur war sich Jens Galschiøt sicher, dass die brisante Botschaft internationale Aufmerksamkeit erhielt. Im Weiteren sollte die Platzierung der Skulptur Survival of the Fattest neben der Skulptur Kleine Meerjungfrau aus dem gleichnamigen Märchen darauf hinweisen, dass die Absichten und Ziele der wohlhabenden Länder bei der UN-Klimakonferenz in Kopenhagen nichts weiter als Märchen sind.